# Brezons (folyó)
A Brezons folyó Franciaország területén, a Truyère jobb oldali mellékfolyója.

## Földrajzi adatok
Cantal megyében a Francia-középhegységben ered 1600 méter magasan, és a Sarrans víztározónál ömlik be a Truyère-be. A hossza 28,5 km.

## Megyék és városok a folyó mentén
- Cantal :Brezons, Saint-Martin-sous-Vigouroux

Mellékfolyója a Ruisseau l'Hirondelle.